# We Are One (歌曲)
〈We Are One〉是荷蘭音樂人Hardwell和臺灣歌手蔡依林的歌曲，由Robbert van de Corput、Willem van Hanegem、Ward van der Harst、Robin van Loenen及Alexander Tidebrink創作、Hardwell製作。該歌曲於2017年6月20日由凌時差音樂以單曲形式發行。

## 創作和錄製
〈We Are One〉以Hardwell擅長的前衛浩室風格為基礎，並融入大空間浩室元素。蔡依林表示，聆聽該曲時有如進入一個僅有自己和音樂存在的特殊時空。此次合作為她首次嘗試此類音樂風格，她認為Hardwell的音樂帶有陽剛特質，女性元素較少，對她而言具有挑戰性與吸引力。
為配合Hardwell的電音風格，蔡依林特別調整唱腔，使聲音更具磁性。她表示錄音過程十分愉快，對最終成果感到滿意。她指出首次聽到樣帶時即覺得作品獨特，合作過程激盪出許多火花。Hardwell則表示和蔡依林合作十分榮幸，並表達對該曲的喜愛。

## 發行
2017年6月20日，蔡依林出席於中國北京市舉辦的咪咕音樂「瞳」發布會，擔任「首席體驗官」，首播該歌曲並揭曉以該歌曲為主軸的咪咕音樂宣傳片。

## 商業表現
該歌曲獲得2017年臺灣Hit FM年度百首單曲第99名。

## 評價
騰訊娛樂評論認為，〈We Are One〉為近期華語流行市場帶來一項少見的驚喜。該歌曲為蔡依林首次嘗試電子舞曲曲風，和國外音樂人合作的背景使其更具代表性。Hardwell以前衛浩室為基礎，融合大空間浩室元素，強調節拍重感，並加入輕盈的電子效果達到平衡。然而，編曲部分相對強勢，削弱了蔡依林人聲的質感，使人聲更像是旋律的陪襯。此種呈現方式雖在國外常見，但對習慣以人聲為主的聽眾而言，可能引發評價兩極。該歌曲未必是最佳作品，卻具實驗性，為蔡依林未來專輯的風格探索提供參考。

## 獎項
2017年12月16日，〈We Are One〉獲得第11屆音樂盛典咪咕匯年度10大金曲。

## 發行歷史
| 地區 | 日期          | 格式              | 經銷商     |
| ---- | ------------- | ----------------- | ---------- |
| 亞洲 | 2017年6月20日 | 數位下載 串流媒體 | 凌時差音樂 |